# Liga Profesional de Baloncesto de Colombia
La  Liga Profesional de Baloncesto (denominada Liga BetPlay de Baloncesto por motivos de patrocinio), es el campeonato profesional de baloncesto en Colombia. El torneo fue establecido a partir de 1992, pero refundado en 2013. Actualmente es organizado por la División Profesional de Baloncesto, entidad dependiente de la Federación Colombiana de Baloncesto.
Desde su creación se han disputado 19 temporadas. El primer campeón fue Valle-Sensus, mientras que el más reciente es Paisas de Medellín, que se coronó como campeón del torneo 2025-I, al vencer en la final a Caimanes del Llano.
El club con mayor cantidad de torneos ganados es Titanes de Barranquilla con 8 títulos, seguido por Búcaros de Santander (antes Leopardos), con 6 títulos, luego Arrieros de Antioquia (antes Paisas - Pilsen, cambió el nombre a partir de 2006) y Piratas de Bogotá con 4 títulos. El conjunto Caimanes de Barranquilla se han alzado con 3 títulos, en tanto que Cúcuta Norte lo hizo dos veces en forma consecutiva.

## Historia
Inicialmente se denominó como la División Mayor del Baloncesto Colombiano, que fue creada en el año de 1988. 

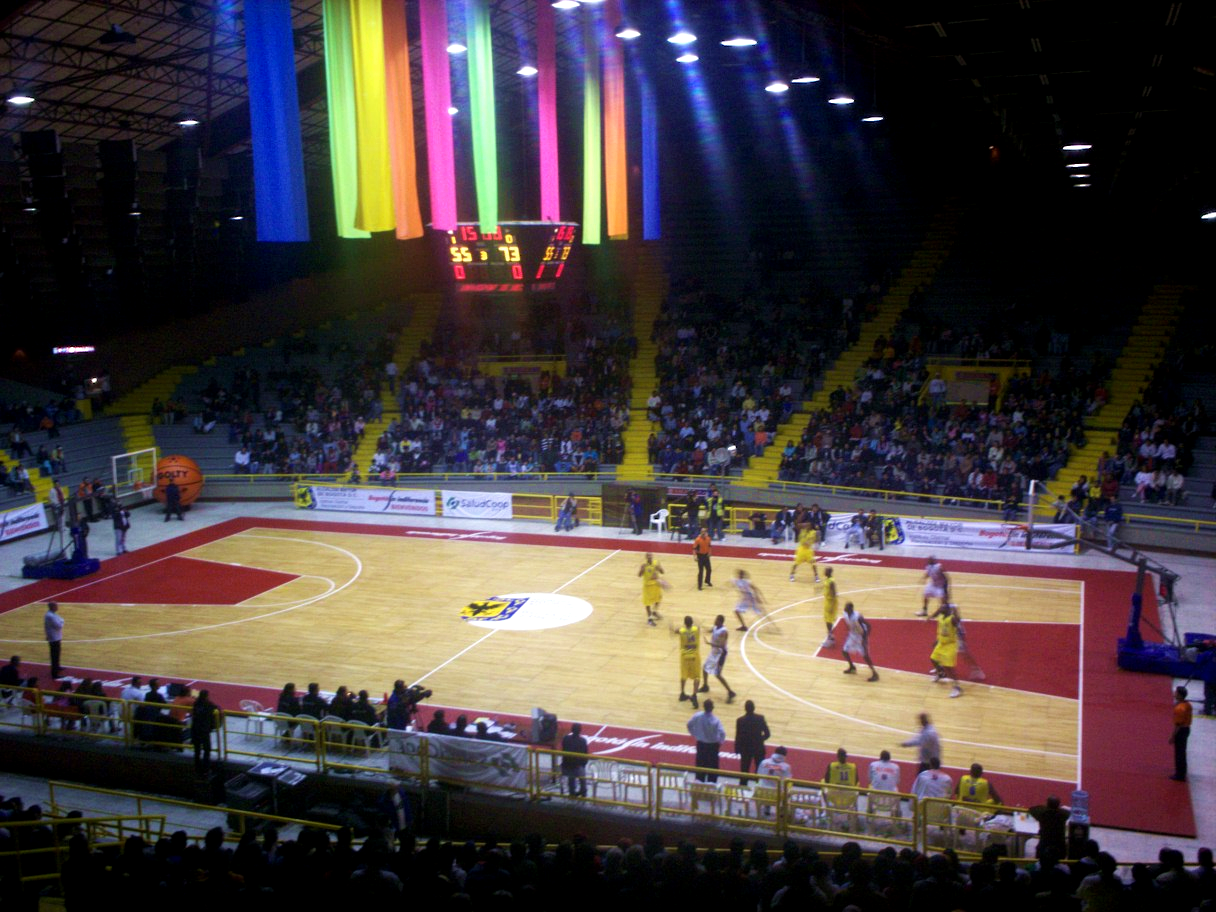
Partido en el Coliseo El Salitre de Bogotá entre Piratas y Búcaros en 2009.

Con ello nace oficialmente el baloncesto semiprofesional coloenominada Copa Sprite, versión en la que participaron los siguientes equipos: Bogotá Osos Be Burguer, Bogotá-Doria Promasa, Valle-Sensus 2, Antioquia-Sprite, Santander-Terpel, Barranquilla-Junior y Caldas-Ron Viejo de Caldas.

### Primera era profesional
La División Superior se fundó el 16 de junio de 1992, en el ciclo de este organismo se realizaron los respectivos torneos con dos patrocinadores: el primero era Grupo Empresarial Bavaria con su producto Cerveza Costeñita, el cual llamó al Torneo Copa Costeñita y tuvo ocho ediciones con 8 equipos consolidados a partir de 1993, tales como Piratas de Bogotá, Caimanes de Barranquilla, Leopardos, Sabios de Manizales, The Warriors de San Andrés, Bravos del Norte de Cartagena, Toros del Valle y Paisas - Pilsen. El segundo patrocinador fue la entidad promotora de salud SaludCoop que posteriormente la llamó Copa Invitacional SaludCoop y tuvo cinco ediciones, respectivamente.
Posteriormente existió una época de auge en los años 1997, 1998 y 1999 en donde el patrocinador seguía siendo Bavaria, por lo que el torneo fue profesional hasta el año 2000.

### Era invitacional y resurgimiento del profesionalismo
Entre 2001 y 2012, el torneo fue invitacional, es decir, de carácter no profesional y se disputaba en lapsos cortos de tres o cuatro meses. Inclusive, el campeonato fue suspendido en los años 2002 y 2005 por falta de patrocinio.
Para el año 2012, la Federación Colombiana de Baloncesto con el apoyo de la empresa Go Sports, dieron el primer paso para el desarrollo de la División Profesional de Baloncesto, así mismo se contó con el apoyo de Directv y FIBA Américas para relanzar el torneo en una nueva era profesional a partir de 2013, donde se comenzaron a disputar dos torneos por año bajo el nombre comercial de Liga DirecTV.

### Televisión
| Cadena             | Inicio | Fin        |
| ------------------ | ------ | ---------- |
| DirecTV Sports     | 2013   | 2016       |
| Canales regionales | 2017   | 2019       |
| Win Sports         | 2020   |            |
| Facebook DPB       | 2020   | Actualidad |
| YouTube DPB        | 2020   | Actualidad |

### 2020-2021: Pandemia, burbuja en Cali y posible expansión

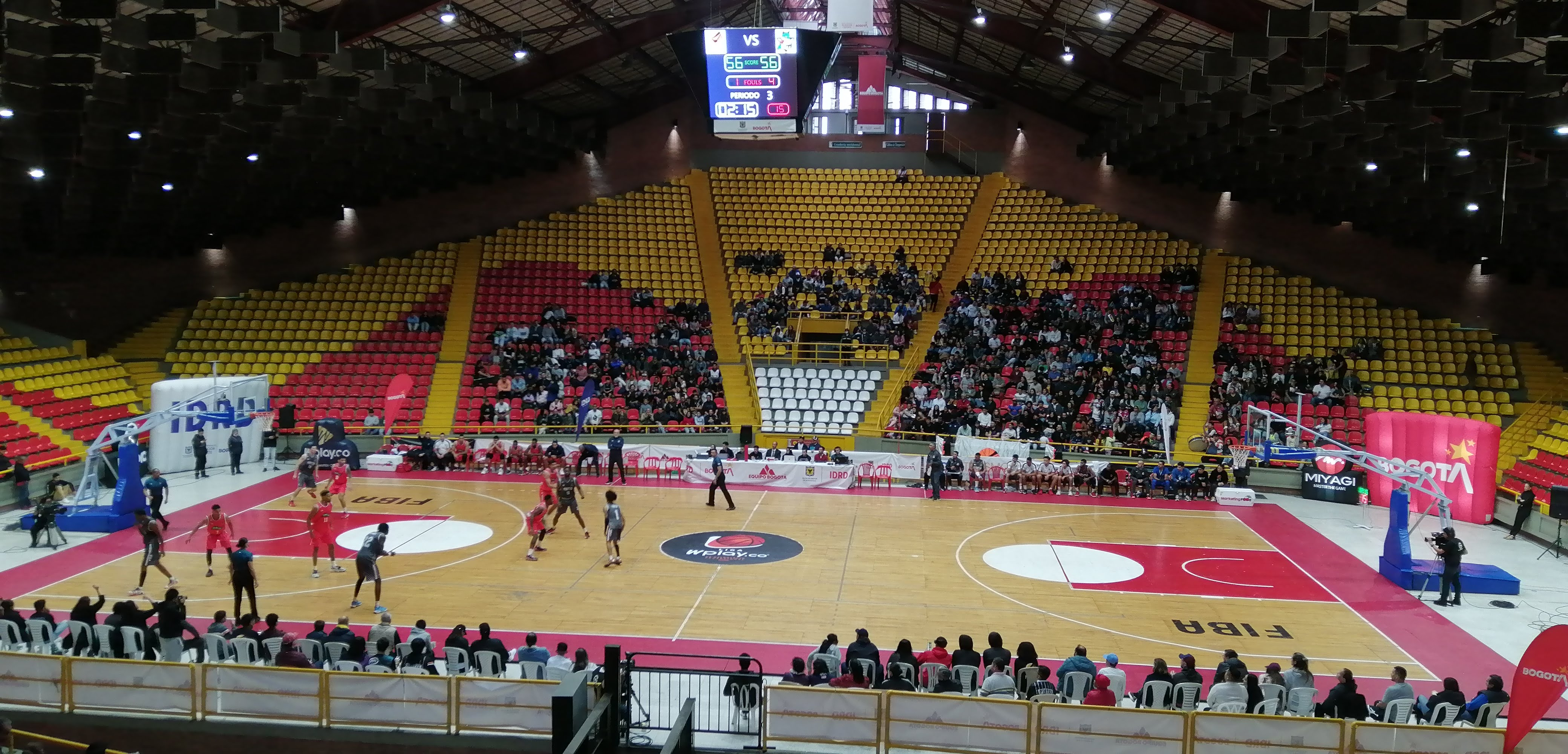
Partido entre Piratas y Team Cali en el Coliseo El Salitre en 2022.

A partir de 2020 se iban a disputar dos campeonatos por año, pero debido a la pandemia de COVID-19 en Colombia solo se disputó un torneo en la temporada, el cual se llevó a cabo a puerta cerrada bajo un modelo de burbuja para evitar contagios del virus en el Coliseo Evangelista Mora en Cali.
En 2021 el torneo se disputó bajo la misma modalidad de burbuja, y la División Profesional de Baloncesto amplió la liga de 8 a 10 participantes con la admisión de Cafeteros de Armenia y Motilones del Norte; cabe anotar que también fueron admitidos los clubes Tayronas de Santa Marta y Llaneros del Meta, pero finalmente no tomaron parte de la temporada 2021-I, por lo que se espera que sean equipos de expansión próximamente.

### 2022: Regreso de equipos y de público
En el primer semestre de 2022 solo siete equipos participaron del campeonato, nuevamente en una burbuja en Cali, siendo campeón Titanes por sexta ocasión consecutiva, igualando la cantidad de títulos obtenida por Búcaros en la historia. En este torneo varios equipos se negaron a jugar, entre ellos Piratas de Bogotá debido a la imposibilidad de ejercer sus partidos como local.
En el segundo semestre de 2022 el torneo regresó a un formato con 10 equipos con el regreso del público a las tribunas como principal novedad, después de dos años y medio.

## Sistema de juego
El torneo consta de cuatro fases:
- La primera, todos contra todos, se juegan 28 fechas, 14 de locales y 14 de visitantes. Clasifican a la siguiente fase por mayor puntaje los dos mejores equipos.
- La segunda, los play ins, los lugares del tercero al sexto se enfrentan entre ellos. Otros dos equipos clasifican a la siguiente fase.
- La tercera, los play offs, los dos primeros clasificados y los clasificados por los play ins se enfrentan entre sí para buscar llegar a la final.
- La cuarta, la final, los equipos clasificados buscarán el título del campeonato en una serie a siete juegos. El ganador de cuatro juegos se consagra campeón.

El campeón puede ganar una invitación para disputar la Liga de Campeones de Baloncesto de las Américas.

## Equipos

### Equipos participantes
| Equipo               | Ciudad        | Coliseo                    | Aforo |
| -------------------- | ------------- | -------------------------- | ----- |
| Caimanes del Llano   | Villavicencio | Coliseo Álvaro Mesa Amaya  | 7000  |
| Caribbean Storm      | Santa Marta   | Coliseo Edgardo Vives      | 1600  |
| Cimarrones del Chocó | Cali          | Coliseo Evangelista Mora   | 5000  |
| Motilones del Norte  | Cúcuta        | Coliseo Toto Hernández     | 5000  |
| Paisas de Medellín   | Medellín      | Coliseo Iván de Bedout     | 6000  |
| Piratas de Bogotá    | Bogotá        | Coliseo El Salitre         | 7000  |
| MZL Manizales Sabios | Manizales     | Coliseo Jorge Arango Uribe | 4000  |
| Toros del Valle      | Cali          | Coliseo Evangelista Mora   | 5000  |

### Equipos suspendidos
Los siguientes equipos fueron suspendidos por dos años por la Federación Colombiana de Baloncesto a partir de 2025:
| Equipo                  | Ciudad              | Coliseo                     | Aforo |
| ----------------------- | ------------------- | --------------------------- | ----- |
| Búcaros de Santander    | Bucaramanga         | Coliseo Vicente Díaz Romero | 5000  |
| Cafeteros de Armenia    | Armenia             | Coliseo del Café            | 9000  |
| Corsarios de Cartagena  | Cartagena de Indias | Coliseo Bernardo Caraballo  | 2500  |
| Titanes de Barranquilla | Barranquilla        | Coliseo Elías Chegwin       | 3000  |

### Equipos inactivos
| Equipo                   | Ciudad      | Coliseo                   | Aforo |
| ------------------------ | ----------- | ------------------------- | ----- |
| Cóndores de Cundinamarca | Soacha      | Coliseo General Santander | 1000  |
| Tayronas de Santa Marta  | Santa Marta | Coliseo Edgardo Vives     | 1600  |

### Equipos extintos
| Equipo                  | Ciudad        | Coliseo                         | Aforo |
| ----------------------- | ------------- | ------------------------------- | ----- |
| Academia de la Montaña  | Medellín      | Coliseo Iván de Bedout          | 6000  |
| Águilas de Tunja        | Tunja         | Coliseo Cubierto San Antonio    | 2,500 |
| Arrieros de Antioquia   | Medellín      | Coliseo Iván de Bedout          | 6000  |
| Bambuqueros             | Neiva         | Coliseo Álvaro Sánchez Silva    | 6,000 |
| Bayside                 | San Andrés    | Coliseo San Luis                | 4,000 |
| Cangrejeros             | Cartagena     | Coliseo Bernardo Caraballo      | 5,000 |
| Caribbean Heat          | San Andrés    | Coliseo Ginny Bay               | 5,000 |
| Caimanes                | Barranquilla  | Coliseo Elías Chegwin           | 4,800 |
| Centauros               | Villavicencio | Coliseo Álvaro Mesa Amaya       | 4,000 |
| Expreso Azul            | Sibaté        | Coliseo XIUA                    | 3,000 |
| Guerreros de Bogotá     | Bogotá        | Coliseo El Salitre              | 7,000 |
| Llaneros del Meta       | Villavicencio | Coliseo Álvaro Mesa Amaya       | 7,000 |
| Halcones de Cúcuta      | Cúcuta        | Toto Hernández                  | 5,000 |
| Hormigueros             | Bucaramanga   | Coliseo Vicente Díaz Romero     | 6,000 |
| Indervalle              | Cali          | Coliseo Evangelista Mora        | 3,340 |
| Islanders               | San Andrés    | Coliseo San Luis                | 4,000 |
| Los Pastos              | Pasto         | Coliseo Sergio Antonio Ruano    | 4,500 |
| Marinos Bolívar Ganador | Cartagena     | Coliseo Bernardo Caraballo      | 5,000 |
| Once Caldas             | Manizales     | Coliseo Jorge Arango Uribe      | 3,200 |
| Pijaos                  | Ibagué        | Coliseo Enrique Triana Castilla | 3,000 |
| Patriotas de Boyacá     | Tunja         | Coliseo Cubierto San Antonio    | 2,500 |

## Listado de campeones

### Era Semiprofesional 1988 a 1991
| Año  | Campeón                        | Subcampeón                   | Torneo          |
| ---- | ------------------------------ | ---------------------------- | --------------- |
| 1988 | Cali Sport - JGB               | Sin datos                    | I Copa Sprite   |
| 1989 | Caldas - Banco Cafetero - Aces | Sin datos                    | II Copa Sprite  |
| 1990 | Antioquia - Sprite             | Santander - Terpel-Arcolores | III Copa Sprite |
| 1991 | Valle - Sensus                 | Antioquia - Sprite           | IV Copa Sprite  |

### Era Profesional 1992 - 2000
| Año  | Campeón                  | Subcampeón               | Torneo              |
| ---- | ------------------------ | ------------------------ | ------------------- |
| 1992 | Valle - Sensus           | Bogotá - Doria Promasa   | V Copa Sprite       |
| 1993 | Paisas de Antioquia      | Caimanes de Barranquilla | I Copa Costeñita    |
| 1994 | Leopardos de Bucaramanga | San Andrés - SAM         | II Copa Costeñita   |
| 1995 | Caimanes de Barranquilla | Sabios de Manizales      | III Copa Costeñita  |
| 1996 | Paisas de Antioquia      | Piratas de Bogotá        | IV Copa Costeñita   |
| 1997 | Caimanes de Barranquilla | Leopardos de Bucaramanga | V Copa Costeñita    |
| 1998 | Caimanes de Barranquilla | Sabios de Manizales      | VI Copa Costeñita   |
| 1999 | Piratas de Bogotá        | Sabios de Manizales      | VII Copa Costeñita  |
| 2000 | Sabios de Manizales      | Cañoneros de Cúcuta      | VIII Copa Costeñita |

### Era Invitacional 2001 - 2012
| Año          | Campeón               | Subcampeón            | Torneo                            |
| ------------ | --------------------- | --------------------- | --------------------------------- |
| 2001         | Paisas de Antioquia   | Piratas de Bogotá     | Copa Especial de Baloncesto       |
| 2002         | No se disputó         | No se disputó         | No se disputó                     |
| 2003         | Piratas de Bogotá     | Arrieros de Antioquia | Campeonato Nacional de Baloncesto |
| 2004         | Piratas de Bogotá     | Azucareros del Valle  | Copa Invitacional SaludCoop       |
| 2005         | No se disputó         | No se disputó         | No se disputó                     |
| 2006         | Búcaros de Santander  | Indervalle            | Copa Invitacional SaludCoop       |
| 2007         | Búcaros de Santander  | Arrieros de Antioquia | Copa Invitacional SaludCoop       |
| 2008 Detalle | Cúcuta-Norte          | Búcaros de Santander  | Copa Invitacional FCB-IDRD        |
| 2009 Detalle | Cúcuta-Norte          | Búcaros de Santander  | Copa Invitacional FCB             |
| 2010 Detalle | Arrieros de Antioquia | Cúcuta-Norte          | Copa Invitacional FCB             |
| 2011 Detalle | Búcaros de Santander  | Orgullo Paisa         | Copa Invitacional FCB             |
| 2012 Detalle | Búcaros de Santander  | Guerreros de Bogotá   | Copa Invitacional FCB             |

### Era Profesional - Liga Colombiana de Baloncesto
| Año             | Campeón                 | Subcampeón              | Semifinalista                                    | Torneo                         | Equipos |
| --------------- | ----------------------- | ----------------------- | ------------------------------------------------ | ------------------------------ | ------- |
| 2013-I Detalle  | Bambuqueros de Neiva    | Búcaros de Santander    | Once Caldas Piratas de Bogotá                    | Liga Directv de Baloncesto     | 8       |
| 2013-II Detalle | Guerreros de Bogotá     | Academia de la Montaña  | Cimarrones del Chocó Bambuqueros de Neiva        | Liga Directv de Baloncesto     | 10      |
| 2014-I Detalle  | Cimarrones del Chocó    | Guerreros de Bogotá     | Academia de la Montaña Cafeteros de Armenia      | Liga Directv de Baloncesto     | 12      |
| 2014-II Detalle | Piratas de Bogotá       | Guerreros de Bogotá     | Búcaros de Santander                             | Liga Directv de Baloncesto     | 12      |
| 2015-I Detalle  | Águilas de Tunja        | Academia de la Montaña  | Once Caldas Patriotas de Boyacá                  | Liga Directv de Baloncesto     | 10      |
| 2015-II Detalle | Búcaros de Santander    | Piratas de Bogotá       | Academia de la Montaña Llaneros de Villavicencio | Liga Directv de Baloncesto     | 10      |
| 2016 Detalle    | Academia de la Montaña  | Búcaros de Santander    | Sabios de Manizales Cimarrones del Chocó         | Liga Directv de Baloncesto     | 8       |
| 2017 Detalle    | Cimarrones del Chocó    | Fastbreak del Valle     | Academia de la Montaña Cóndores de Cundinamarca  | Liga Directv de Baloncesto     | 8       |
| 2018 Detalle    | Titanes de Barranquilla | Warriors de San Andrés  | Fastbreak del Valle Academia de la Montaña       | Liga Profesional de Baloncesto | 8       |
| 2019 Detalle    | Titanes de Barranquilla | Fastbreak del Valle     | Warriors de San Andrés Piratas de Bogotá         | Liga Profesional de Baloncesto | 7       |
| 2020 Detalle    | Titanes de Barranquilla | Team Cali               | Tigrillos de Antioquia Búcaros de Santander      | Liga Profesional de Baloncesto | 8       |
| 2021-I Detalle  | Titanes de Barranquilla | Tigrillos               | Motilones del Norte Cafeteros                    | Liga Profesional de Baloncesto | 10      |
| 2021-II Detalle | Titanes de Barranquilla | Cimarrones del Chocó    | Motilones del Norte Caribbean Storm Islands      | Liga WPlay de Baloncesto       | 12      |
| 2022-I Detalle  | Titanes de Barranquilla | Cafeteros de Armenia    | Team Cali Búcaros                                | Liga WPlay de Baloncesto       | 7       |
| 2022-II Detalle | Titanes de Barranquilla | Caribbean Storm Islands | Piratas de Bogotá Cimarrones del Chocó           | Liga WPlay de Baloncesto       | 10      |
| 2023-I Detalle  | Caribbean Storm Islands | Cafeteros de Armenia    | Titanes de Barranquilla Piratas de Bogotá        | Liga WPlay de Baloncesto       | 10      |
| 2023-II Detalle | Titanes de Barranquilla | Cafeteros de Armenia    | Caribbean Storm Islands Team Cali                | Liga WPlay de Baloncesto       | 12      |
| 2024-I Detalle  | Titanes de Barranquilla | Toros del Valle         | Caribbean Storm Llaneros Motilones del Norte     | Liga WPlay de Baloncesto       | 8       |
| 2024-II Detalle | Motilones del Norte     | Caribbean Storm Coffee  | Cimarrones del Chocó Toros del Valle             | Liga BetPlay de Baloncesto     | 7       |
| 2025-I Detalle  | Paisas de Medellín      | Caimanes del Llano      | Toros del Valle Caribbean Storm                  | Liga BetPlay de Baloncesto     | 8       |

### Era Profesional - Copa Nacional de Baloncesto
| Año          | Campeón             | Subcampeón           | Semifinalista                   | Torneo                      |
| ------------ | ------------------- | -------------------- | ------------------------------- | --------------------------- |
| 2018 Detalle | Club Deportivo Meta | Samarios             | Cafeteros Brooks Hill           | Copa Nacional de Baloncesto |
| 2019 Detalle | B&B Basketball      | Cimarrones del Chocó | Club Deportivo Meta Brooks Hill | Copa Nacional de Baloncesto |

## Palmarés

### Títulos por equipo
| Equipo                       | Títulos | Subtítulos | Años campeón                                                        | Años subcampeón                |
| ---------------------------- | ------- | ---------- | ------------------------------------------------------------------- | ------------------------------ |
| Titanes de Barranquilla      | 9       | 0          | 2018, 2019, 2020, 2021-I, 2021-II, 2022-I, 2022-II, 2023-II, 2024-I |                                |
| Búcaros de Santander         | 6       | 5          | 1994, 2006, 2007, 2011, 2012, 2015-II                               | 1997, 2008, 2009, 2013-I, 2016 |
| Paisas de Antioquia          | 4       | 3          | 1993, 1996, 2001, 2010                                              | 2003, 2007, 2011               |
| Piratas de Bogotá            | 4       | 2          | 1999, 2003, 2004, 2014-II                                           | 1996, 2001                     |
| Motilones del Norte          | 3       | 2          | 2008, 2009, 2024-II                                                 | 2000, 2010                     |
| Caimanes de Barranquilla     | 3       | 1          | 1995, 1997, 1998                                                    | 1993                           |
| Sabios de Manizales          | 2       | 3          | 1989 y 2000                                                         | 1995, 1998, 1999               |
| Cimarrones del Chocó         | 2       | 2          | 2014-I y 2017                                                       | 2018-C y 2021-II               |
| Valle - Sensus               | 2       | 0          | 1991 y 1992                                                         |                                |
| Caribbean Storm Islands      | 1       | 3          | 2023-I                                                              | 2018, 2022-II, 2024-II         |
| Guerreros de Bogotá          | 1       | 3          | 2013-II                                                             | 2012, 2014-I, 2014-II          |
| Academia de la Montaña       | 1       | 2          | 2016                                                                | 2013-II, 2015-I                |
| Paisas de Medellín           | 1       | 0          | 2025-I                                                              |                                |
| B&B Basketball               | 1       | 0          | 2019-C                                                              |                                |
| Club Deportivo Meta          | 1       | 0          | 2018-C                                                              |                                |
| Águilas de Tunja             | 1       | 0          | 2015-I                                                              |                                |
| Bambuqueros de Neiva         | 1       | 0          | 2013-I                                                              |                                |
| Cali Sport - JGB             | 1       | 0          | 1988                                                                |                                |
| Antioquia - Sprite           | 1       | 1          | 1990                                                                | 1991                           |
| Toros del Valle              | 0       | 4          |                                                                     | 2017,2019, 2020, 2024-I        |
| Cafeteros de Armenia         | 0       | 3          |                                                                     | 2022-I, 2023-I, 2023-II        |
| Indervalle                   | 0       | 2          |                                                                     | 2004, 2006                     |
| Caimanes del Llano           | 0       | 1          |                                                                     | 2025-I                         |
| Tigrillos de Medellín        | 0       | 1          |                                                                     | 2021-I                         |
| Samarios                     | 0       | 1          |                                                                     | 2018-C                         |
| San Andrés - SAM             | 0       | 1          |                                                                     | 1994                           |
| Bogotá - Doria Promasa       | 0       | 1          |                                                                     | 1992                           |
| Santander - Terpel-Arcolores | 0       | 1          |                                                                     | 1990                           |

### Títulos por departamento
| Departamento             | Títulos | Subtítulos | Equipos campeones                                                                                 | Equipos subcampeones                                                             |
| ------------------------ | ------- | ---------- | ------------------------------------------------------------------------------------------------- | -------------------------------------------------------------------------------- |
| Atlántico                | 12      | 1          | Titanes (9), Caimanes (3)                                                                         | Caimanes (1)                                                                     |
| Antioquia                | 7       | 7          | Paisas de Antioquia (4), Paisas de Medellín (1), Antioquia-Sprite (1), Academia de la Montaña (1) | Paisas de Antioquia (3), Academia de la Montaña (2) Antioquia (1), Tigrillos (1) |
| Santander                | 6       | 6          | Búcaros (6)                                                                                       | Búcaros (5), Santander (1)                                                       |
| Bogotá, D. C.            | 5       | 5          | Piratas (4), Guerreros (1)                                                                        | Guerreros (3), Piratas (2)                                                       |
| Valle del Cauca          | 3       | 6          | Valle-Sensus (2), Cali Sport - JGB (1)                                                            | Toros del Valle (4), Indervalle (2)                                              |
| Norte de Santander       | 3       | 2          | Motilones (3)                                                                                     | Motilones (2)                                                                    |
| San Andrés y Providencia | 2       | 3          | B&B Basketball (1), Caribbean Storm Islands (1)                                                   | Caribbean Storm Islands (2), San Andrés (1)                                      |
| Chocó                    | 2       | 2          | Cimarrones (2)                                                                                    | Cimarrones (2)                                                                   |
| Caldas                   | 2       | 3          | Sabios (2)                                                                                        | Sabios (3)                                                                       |
| Meta                     | 1       | 1          | Club Deportivo Meta (1)                                                                           | Caimanes del Llano (1)                                                           |
| Boyacá                   | 1       | 0          | Águilas de Tunja (1)                                                                              |                                                                                  |
| Huila                    | 1       | 0          | Bambuqueros (1)                                                                                   |                                                                                  |
| Quindío                  | 0       | 4          |                                                                                                   | Cafeteros (3), Caribbean Storm Coffee (1)                                        |
| Magdalena                | 0       | 1          |                                                                                                   | Samarios (1)                                                                     |

### Campeones consecutivos
| Heptacampeonatos        |       |                                                    |
| Club                    | Veces | Años campeón                                       |
| Titanes de Barranquilla | 1     | 2018, 2019, 2020, 2021-I, 2021-II, 2022-I, 2022-II |

| Bicampeonatos            |       |                          |
| Club                     | Veces | Años campeón             |
| Búcaros de Santander     | 2     | 2006 y 2007, 2011 y 2012 |
| Titanes de Barranquilla  | 1     | 2023-II y 2024-I         |
| Cúcuta-Norte             | 1     | 2008 y 2009              |
| Piratas de Bogotá        | 1     | 2003 y 2004              |
| Caimanes de Barranquilla | 1     | 1997 y 1998              |
| Valle - Sensus           | 1     | 1991 y 1992              |

## Ámbito internacional
Los clubes de Colombia han tenido participaciones en la Liga Sudamericana de Baloncesto, en la desaparecida Liga de las Américas y en la Liga de Campeones de Baloncesto de las Américas, a esta última con acceso mediante invitación tras ser creada en 2019 por FIBA Américas. A continuación repasamos el desempeño de ellos:

### Liga Sudamericana de Baloncesto
Pts=Puntos; PJ=Partidos jugados; PG=Partidos ganados; PP=Partidos perdidos; PF=Puntos a favor; PC=Puntos en contra; DIF=Diferencia de puntos. 
| Temporada   | Equipo                   | Posición               | PTS               | PJ                | PG                | PP                | PF                | GC                | DIF               |
| ----------- | ------------------------ | ---------------------- | ----------------- | ----------------- | ----------------- | ----------------- | ----------------- | ----------------- | ----------------- |
| 1996        | Caimanes de Barranquilla | 7.° (Cuartos de Final) | 12                | 8                 | 4                 | 4                 | 785               | 796               | +11               |
| 1997        | Piratas de Bogotá        | 6.° (Cuartos de Final) | 14                | 9                 | 5                 | 4                 | 739               | 735               | -4                |
| 1997        | Paisas de Antioquia      | 8.° (Cuartos de Final) | 7                 | 6                 | 1                 | 5                 | 392               | 506               | –114              |
| 1998        | Leopardos de Santander   | 7.° (Cuartos de Final) | 9                 | 6                 | 3                 | 3                 | 749               | 783               | -34               |
| 1999        | Cañoneros de Cúcuta      | 7.° (Cuartos de Final) | 5                 | 4                 | 1                 | 3                 | 347               | 381               | -34               |
| 2000        | Caimanes de Barranquilla | 3.° (Grupo B, Fase 1)  | 4                 | 3                 | 1                 | 2                 | 242               | 244               | –2                |
| 2001        | Piratas de Bogotá        | 3.° (Grupo B, Fase 1)  | 4                 | 3                 | 1                 | 2                 | 234               | 246               | -12               |
| 2002        | Piratas de Bogotá        | 4.° (Grupo D, Fase 1)  | 3                 | 3                 | 0                 | 3                 | 210               | 342               | -132              |
| 2003        | No se disputó            | No se disputó          | No se disputó     | No se disputó     | No se disputó     | No se disputó     | No se disputó     | No se disputó     | No se disputó     |
| 2004        | Paisas de Antioquia      | 3.° (Grupo D, Fase 1)  | 4                 | 3                 | 1                 | 2                 | 267               | 258               | +9                |
| 2005 a 2008 | Sin participación        | Sin participación      | Sin participación | Sin participación | Sin participación | Sin participación | Sin participación | Sin participación | Sin participación |
| 2009-I      | Cúcuta-Norte             | 3.° (Final Four)       | 9                 | 6                 | 3                 | 3                 | 519               | 546               | -27               |
| 2009-II     | Sin participación        | Sin participación      | Sin participación | Sin participación | Sin participación | Sin participación | Sin participación | Sin participación | Sin participación |
| 2010        | Cúcuta-Norte             | 3.° (Grupo C, Fase 1)  | 4                 | 3                 | 1                 | 2                 | 207               | 208               | –1                |
| 2011        | Orgullo Paisa            | 4.° (Grupo A, Fase 1)  | 3                 | 3                 | 0                 | 3                 | 217               | 278               | -61               |
| 2012        | Sin participación        | Sin participación      | Sin participación | Sin participación | Sin participación | Sin participación | Sin participación | Sin participación | Sin participación |
| 2013        | Búcaros de Santander     | 3.° (Grupo C, Fase 1)  | 4                 | 3                 | 1                 | 2                 | 236               | 269               | -33               |
| 2014        | Guerreros de Bogotá      | 4.° (Grupo D, Fase 1)  | 4                 | 3                 | 1                 | 2                 | 222               | 261               | –39               |
| 2015        | Piratas de Bogotá        | 3.° (Grupo B, Fase 1)  | 4                 | 3                 | 1                 | 2                 | 237               | 266               | –29               |
| 2016        | Búcaros de Santander     | 4.° (Grupo C, Fase 1)  | 3                 | 3                 | 0                 | 3                 | 181               | 239               | -58               |
| 2017        | Cimarrones del Chocó     | 3.° (Grupo F, Fase 2)  | 9                 | 6                 | 3                 | 3                 | 507               | 503               | +4                |
| 2018        | Fastbreak del Valle      | 4.° (Grupo C, Fase 1)  | 3                 | 3                 | 0                 | 3                 | 225               | 261               | –36               |
| 2019        | Búcaros de Santander     | 4.° (Grupo A, Fase 1)  | 3                 | 3                 | 0                 | 3                 | 218               | 259               | –41               |
| 2019        | B&B Basketball           | 4.° (Grupo D, Fase 1)  | 3                 | 3                 | 0                 | 3                 | 196               | 237               | –41               |
| 2020 y 2021 | No se disputó            | No se disputó          | No se disputó     | No se disputó     | No se disputó     | No se disputó     | No se disputó     | No se disputó     | No se disputó     |
| 2022        | Titanes de Barranquilla  | 3.° (Final Four)       | 8                 | 5                 | 3                 | 2                 | 369               | 354               | +15               |
| 2022        | Tigrillos de Medellín    | 4.° (Grupo D, Fase 1)  | 3                 | 3                 | 0                 | 3                 | 191               | 330               | –139              |
| 2023        | Titanes de Barranquilla  | 2.° (Subcampeón)       | 11                | 6                 | 5                 | 1                 | 484               | 429               | +55               |
| 2023        | Caribbean Storm Islands  | 4.° (Final Four)       | 9                 | 5                 | 4                 | 1                 | 540               | 557               | -17               |
| 2024        | Sin participación        | Sin participación      | Sin participación | Sin participación | Sin participación | Sin participación | Sin participación | Sin participación | Sin participación |

### Liga de las Américas
Pts=Puntos; PJ=Partidos jugados; PG=Partidos ganados; PP=Partidos perdidos; PF=Puntos a favor; PC=Puntos en contra; DIF=Diferencia de puntos. 
| Temporada      | Equipo                  | Posición              | PTS            | PJ             | PG             | PP             | PF             | GC             | DIF            |
| -------------- | ----------------------- | --------------------- | -------------- | -------------- | -------------- | -------------- | -------------- | -------------- | -------------- |
| 2007-08 a 2013 | Sin invitación          | Sin invitación        | Sin invitación | Sin invitación | Sin invitación | Sin invitación | Sin invitación | Sin invitación | Sin invitación |
| 2014           | Bambuqueros de Neiva    | 4.° (Grupo A, Fase 1) | 3              | 3              | 0              | 3              | 254            | 280            | -26            |
| 2015           | Patriotas de Boyacá     | 4.° (Grupo D, Fase 1) | 3              | 3              | 0              | 3              | 208            | 289            | -81            |
| 2016           | Águilas de Tunja        | 4.° (Grupo C, Fase 1) | 3              | 3              | 0              | 3              | 183            | 228            | -45            |
| 2017           | Academia de la Montaña  | 4.° (Grupo D, Fase 1) | 3              | 3              | 0              | 3              | 203            | 259            | -56            |
| 2018           | Sin invitación          | Sin invitación        | Sin invitación | Sin invitación | Sin invitación | Sin invitación | Sin invitación | Sin invitación | Sin invitación |
| 2019           | Titanes de Barranquilla | 4.° (Grupo A, Fase 1) | 4              | 3              | 1              | 2              | 231            | 284            | -53            |

### Liga de Campeones de Baloncesto de las Américas
Pts=Puntos; PJ=Partidos jugados; PG=Partidos ganados; PP=Partidos perdidos; PF=Puntos a favor; PC=Puntos en contra; DIF=Diferencia de puntos. 
| Temporada | Equipo                  | Posición               | PTS            | PJ             | PG             | PP             | PF             | GC             | DIF            |
| --------- | ----------------------- | ---------------------- | -------------- | -------------- | -------------- | -------------- | -------------- | -------------- | -------------- |
| 2019-20   | Sin invitación          | Sin invitación         | Sin invitación | Sin invitación | Sin invitación | Sin invitación | Sin invitación | Sin invitación | Sin invitación |
| 2021      | Titanes de Barranquilla | 3.° (Grupo A, Fase 1)  | 8              | 6              | 2              | 4              | 485            | 466            | +19            |
| 2021-22   | Sin invitación          | Sin invitación         | Sin invitación | Sin invitación | Sin invitación | Sin invitación | Sin invitación | Sin invitación | Sin invitación |
| 2022-23   | Sin invitación          | Sin invitación         | Sin invitación | Sin invitación | Sin invitación | Sin invitación | Sin invitación | Sin invitación | Sin invitación |
| 2023-24   | Sin invitación          | Sin invitación         | Sin invitación | Sin invitación | Sin invitación | Sin invitación | Sin invitación | Sin invitación | Sin invitación |
| 2024-25   | Paisas de Medellín      | 8.° (Cuartos de Final) | 11             | 8              | 3              | 5              | 663            | 738            | -75            |
| 2024-25   | Toros del Valle         | 3.° (Grupo A, Fase 1)  | 8              | 6              | 2              | 4              | 507            | 512            | -5             |